# Karel de La Cerda

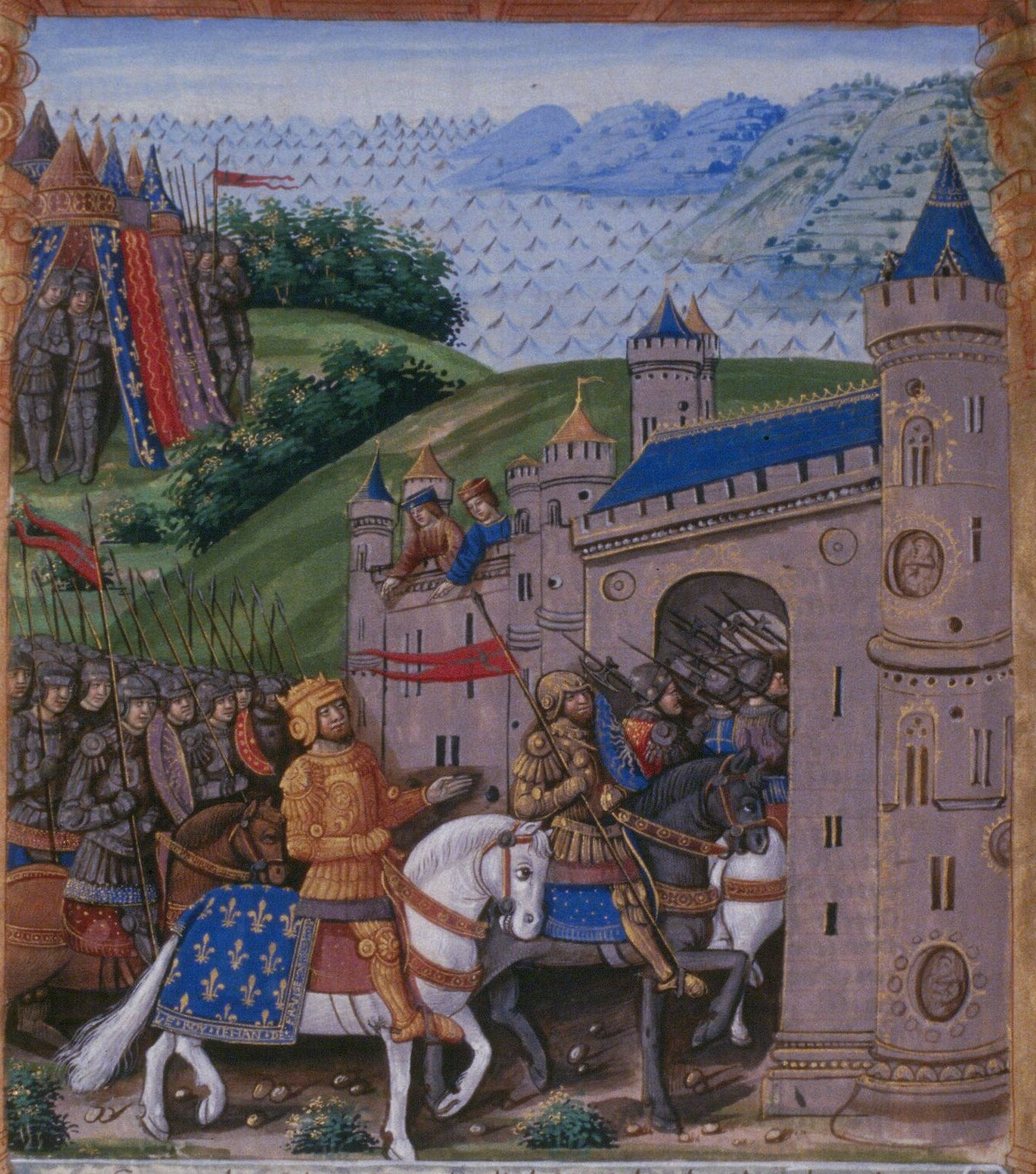
Karel se svým panovníkem vjíždí do města (středověká iluminace)

Karel de La Cerda (španělsky Carlos de la Cerda, francouzsky Charles de La Cerda nebo Charles d'Espagne, 1326? – 8. ledna 1354 L'Aigle) byl hrabě z Angoulême, francouzský konstábl a oblíbenec francouzského krále Jana.

## Život
Narodil se jako syn Alfonse de La Cerdy a Isabely z Antoinge. Z otcovy strany byli mezi jeho předky králové Ludvík IX. společně s Alfonsem X.
Roku 1350 jej novopečený král jmenoval po popraveném hraběti z Eu francouzským konstáblem, což Karlovi krom materiálních výhod přineslo snížení jeho již tak nevalné popularity u dvora. O rok později se oženil s Markétou, dcerou Karla z Blois a téhož roku obdržel od svého panovníka hrabství Angoulême. V lednu 1354 byl Karel při návštěvě Normandie zavražděn Filipem Navarrským a jeho kumpány. Nahého jej vytáhli s postele a i přes jeho prosby a sliby, že se vzdá postavení, zlata a jména, bezbranného ubodali. Na zohaveném těle se našlo více než osmdesát ran. Navarrský král Karel se pochlubil svým podílem na vraždě v dopise papeži a francouzský král Jan na oplátku za vraždu svého oblíbence prohlásil Karlovy normandské državy za zkonfiskované.